# 2600
2600（二千六百、二六〇〇、にせんろっぴゃく）は自然数、また整数において、2599の次で2601の前の数である。

## 性質
- 2600は合成数であり、約数は1, 2, 4, 5, 8, 10, 13, 20, 25, 26, 40, 50, 52, 65, 100, 104, 130, 200, 260, 325, 520, 650, 1300, 2600である。
  - 約数の和は6510。
- 517番目のハーシャッド数である。1つ前は2596、次は2601。
  - 8を基とする16番目のハーシャッド数である。1つ前は2312、次は3032。
- 24番目の三角錐数である。1つ前は2300、次は2925。
- 2600 = 23 × 52 × 13
  - 3つの異なる素因数の積で p 3 × q 2 × r の形で表せる25番目の数である。1つ前は2484、次は2646。(オンライン整数列大辞典の数列 A163569)
- 26002 + 1 = 6760001 であり、n 2 + 1 が素数になる263番目の数である。1つ前は2594、次は2604。
- 約数の和が2600になる数は1個ある。(1791) 約数の和1個で表せる393番目の数である。1つ前は2594、次は2613。
- 各位の和が8になる109番目の数である。1つ前は2510、次は3005。

## その他 2600 に関連すること
- 日本では1940年（昭和15年）を皇紀2600年として祝賀し、オリンピック・万国博覧会の開催が予定されていた。また唱歌「紀元二千六百年」もこの年に作曲された。
- アメリカの会社アタリが開発した家庭用テレビゲーム機にAtari 2600がある。また、アメリカの季刊雑誌にハッカー愛読の「2600」というものがある。
- 2600系